# (543) Charlotte
(543) Charlotte – planetoida z grupy pasa głównego asteroid okrążająca Słońce w ciągu 5 lat i 129 dni w średniej odległości 3,06 j.a. Została odkryta 11 września 1904 roku w Landessternwarte Heidelberg-Königstuhl w Heidelbergu przez Paula Götza. Nazwa planetoidy pochodzi od imienia przyjaciółki odkrywcy. Przed jej nadaniem planetoida nosiła oznaczenie tymczasowe (543) 1904 OT.